# Васко Ува
Васко Ува (енгл. Vasco Uva; 15. децембар 1982) португалски је рагбиста и репрезентативац, који тренутно игра за екипу Деспортиво Диреито. Једну сезону провео је у француском Монпељеу. Предводио је као капитен Португал на светском првенству 2007, одржаном у Француској. У мечу групне фазе против Шкотске проглашен је за играча утакмице. Са 100 одиграних мечева у дресу Португала, рекордер је по броју наступа за ову репрезентацију. Постигао је 13 есеја у дресу Португала. Студирао је право на католичком универзитету у Лисабону.